# Гипронисельпром
Государственный научно-исследовательский и проектный институт по созданию объектов хранения, переработки плодоовощной продукции, теплиц и сооружений искусственного климата «Гипронисельпром» — комплексный институт по проведению научных и изыскательских работ и разработке проектно-сметной документации на теплицы, тепличные комбинаты, селекционные комплексы, сооружения по выращиванию грибов на промышленной основе, комплексы по обработке, хранению сельскохозяйственной продукции, а также городских и сельских зданий и сооружений и сетей различного назначения.

## История
История «Гипронисельпрома» началась в 1958 году, с постановления Совета Министров СССР об организации в городе Орле филиала Новосибирского научно-исследовательского института сельских зданий и сооружений Академии строительства и архитектуры СССР. Спустя год филиал становится самостоятельным учреждением. В 1963 году институт получил своё современное название — «Гипронисельпром».
Основной задачей созданного в Орле института было проектирование теплично-парниковых хозяйств и предприятий по первичной обработке сельскохозяйственной продукции. В то время, это была единственная в стране организация подобного профиля.
Основными типами сооружений, проектируемых Гипронисельпромом были теплицы, парники, овоще-, фрукто-, и зернохранилища, холодильники, перерабатывающие предприятия. Время показало что решение Совмина о создании института оправдало себя. За годы существования, институтом было запроектировано множество объектов сельскохозяйственного комплекса, в том числе крупных, таких как:
- Тепличный комбинат «Белая дача»
- Тепличный комбинат «Московский»
- селекционный комплекс с теплицами для ВНИИ масличных культур
- Тепличный комбинат «Севанский» в Армении, ЗАО «АНАНУХ»
- специализированный госхоз «Зуун Харра» в Монголии
- тепличный комплекс совхоза-комбината «Южный»

Институтом сознан ряд нормативных документов, СНиПов, методических указаний, тематической литературы.